# The Best: Nie liczę godzin i lat
The Best: Nie liczę godzin i lat – album kompilacyjny Andrzeja Rybińskiego zawierający jego największe przeboje, wydany w 2020 roku przez Agencję Artystyczną MTJ jako część serii The Best.

## Opis
W albumie znalazł się wielki hit pt. „Nie liczę godzin i lat”, a także utwory, takie jak m.in.: „Znajdę cię”, „Gołębie serce”, „Sen o życiu”, „Pytania do księżyca” i „Pocieszanka”.

## Lista utworów
1. „Nie liczę godzin i lat” – (3:18)
2. „Pocieszanka” – (3:30)
3. „Znajdę cię” – (3:04)
4. „Dżinsowy plecak” – (2:55)
5. „Gołębie serce” – (2:30)
6. „Sen o życiu” – (2:57)
7. „Czas relaksu” – (3:20)
8. „Pytania do księżyca” – (3:30)
9. „Mogłaś Małgoś” – (3:05)
10. „Na dnie serca schowaj żal” – (3:12)
11. „Życie z klocków Lego” – (3:05)
12. „Za każdą cenę” – (3:59)
13. „To nie byłem ja” – (3:08)
14. „Kto kocha ten wszystko wie” – (3:43)
15. „Powracasz różą” – (3:35)
16. „Ulica Długa” – (2:47)
17. „Jestem nietutejszy” – (3:31)